# Toverland
Koordinaten: 51° 23′ 47″ N, 5° 59′ 11″ O
Das Toverland (deutsch: Zauberland) im niederländischen Sevenum bei Venlo ist ein ganzjährig geöffneter Freizeitpark. Viele der Attraktionen sind in zwei großen Hallen untergebracht.

## Geschichte
Am 19. Mai 2001 wurde Toverland mit einer Halle als reiner Indoor-Park mit Ausrichtung auf Familien mit kleinen Kindern eröffnet. 2004 wurde die zweite Halle mit dem Thema Wunderwald (eröffnet unter dem Namen „Magic Forest“) und der Außenbereich eingeweiht. Die neuen Attraktionen, wie die Achterbahn Boosterbike, Wildwasserbahn und Hochseilgarten, erweiterten die Zielgruppe auf Familien mit älteren Kindern. Am 1. Juli 2007 eröffnete die Holzachterbahn Troy in einem „trojanisch“ thematisierten, erweiterten Außenbereich. Am 8. Juli 2010 wurde der trojanische Bereich rund um Troy durch die Schiffschaukel „Scorpios“ und eine Pferdereitbahn erweitert. Im Jahr 2011 wurde der neue Themenbereich De magische Vallei angekündigt. Als erste Attraktion dieses Themenbereichs eröffnete Ende September 2012 die Achterbahn Dwervelwind. Am 26. April 2013 wurde schließlich De magische Vallei mitsamt einem Karussell, einem zehn Meter hohen Aussichtsturm, einer Wassershow sowie dem Rapid River Djengu River offiziell eröffnet.
Am 7. Juli 2018 wurden die beiden Themenbereiche „Port Laguna“ und „Avalon“ eröffnet. Dies ist die insgesamt größte Erweiterung in der Geschichte des Toverlands. Damit hat sich das Toverland zu einem vollwertigen Themenpark entwickelt, der inzwischen auch für Erwachsene viele Attraktionen zu bieten hat.

## Themenbereiche
Das Toverland verfügt insgesamt über sechs Themenbereiche: „Land van Toos“, „Wunderwald“, „Troy Area“, „De magische Vallei“, „Avalon“ und „Port Laguna“.
Land van Toos
Der Themenbereich „Land van Toos“ erstreckt sich über die erste Halle und den Bereich des „Tovertuin“, der daran angrenzt. Er ist der älteste der Themenbereiche und war bereits zur Eröffnung des Parks vorhanden, damals allerdings noch nicht unter dieser Bezeichnung.
Wunder Wald
2004 wurde der „Magic Forest“ eröffnet, welcher sich über die zweite Halle und damals auch über die Achterbahn Booster Bike erstreckt, welche seit 2013, nach einer Verlegung des Eingangs, zum Themenbereich „De magische Vallei“ gehört. 2018 wurde der Themenbereich in Wunder Wald umbenannt.
Ithaka
Rund um die Holzachterbahn Troy erstreckt sich „Ithaka“, welche erst seit dem Bau der Schiffschaukel „Scorpios“ und der „Paarden van Ithaka“ über weitere Attraktionen verfügt. Den Eingang zum Themenbereich bildet ein trojanisches Stadttor. Markant ist außerdem der Nachbau des Trojanischen Pferdes als Themingelement in der Mitte des Bereiches.
De magische Vallei
„De magische Vallei“ wurde 2013 eröffnet und erstreckt sich über den Außenbereich hinter „Wunder Wald“. Die Hauptattraktionen sind der Rapid River „Djengu River“ und die Achterbahn Dwervelwind. Seit der Eröffnung des Themenbereiches ist Booster Bike diesem zugeordnet. Der Zugang zum magischen Tal erfolgt durch den „Magic Forest“ oder von außen her unter Booster Bike hindurch. Sehr markant sind die vielen Wasserspiele in dem Bereich.

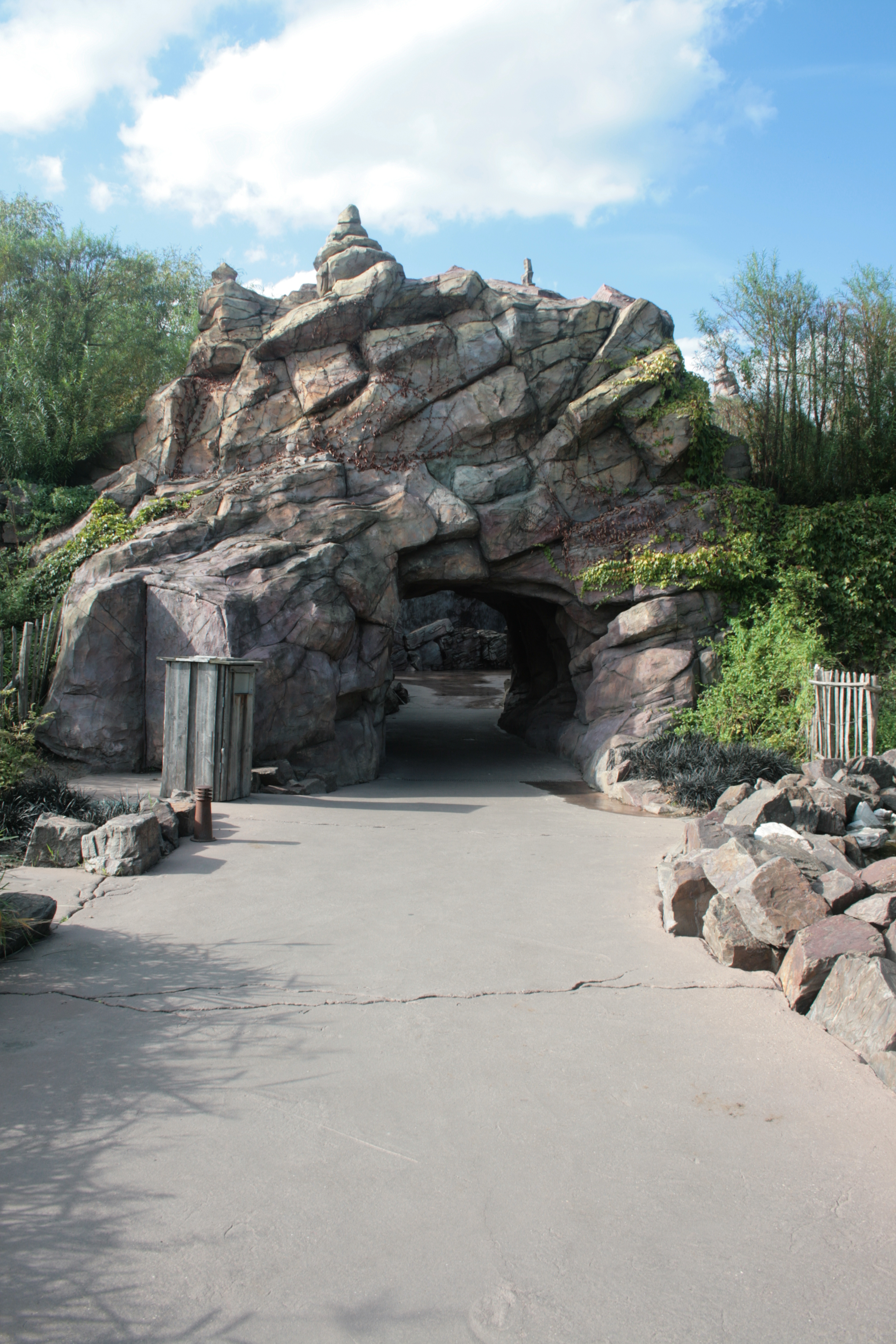
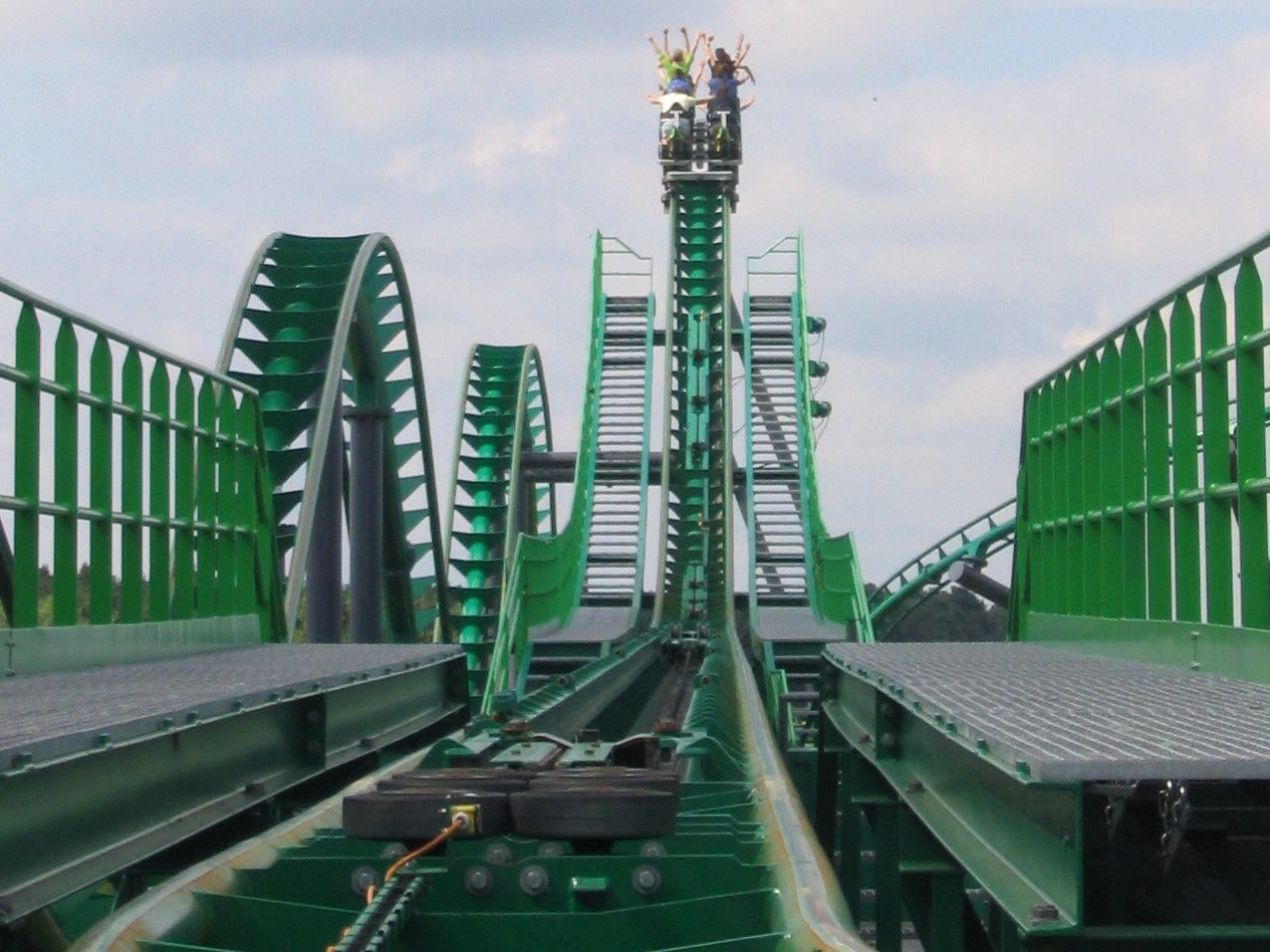
Achterbahnen Booster Bike
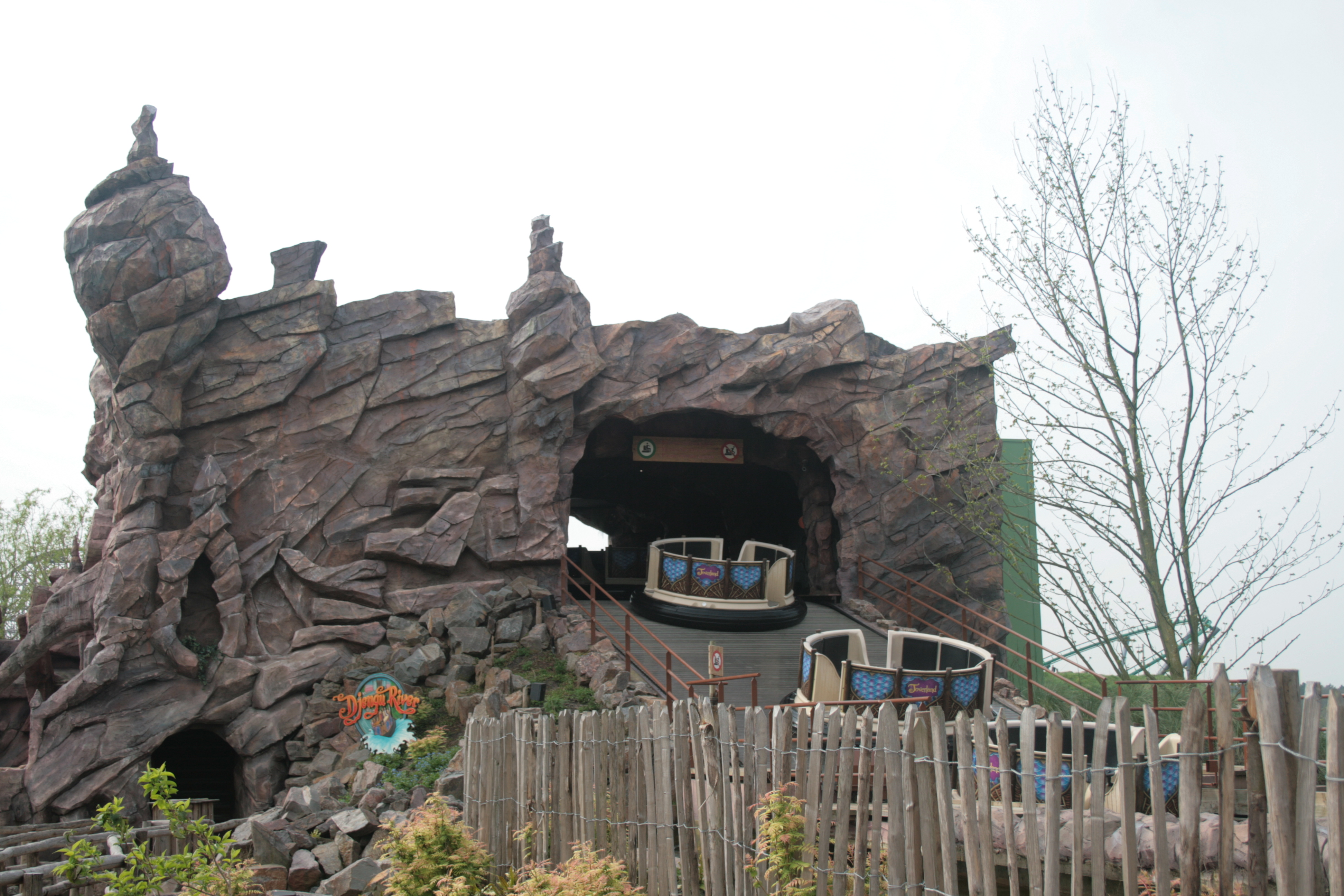
Djengu River
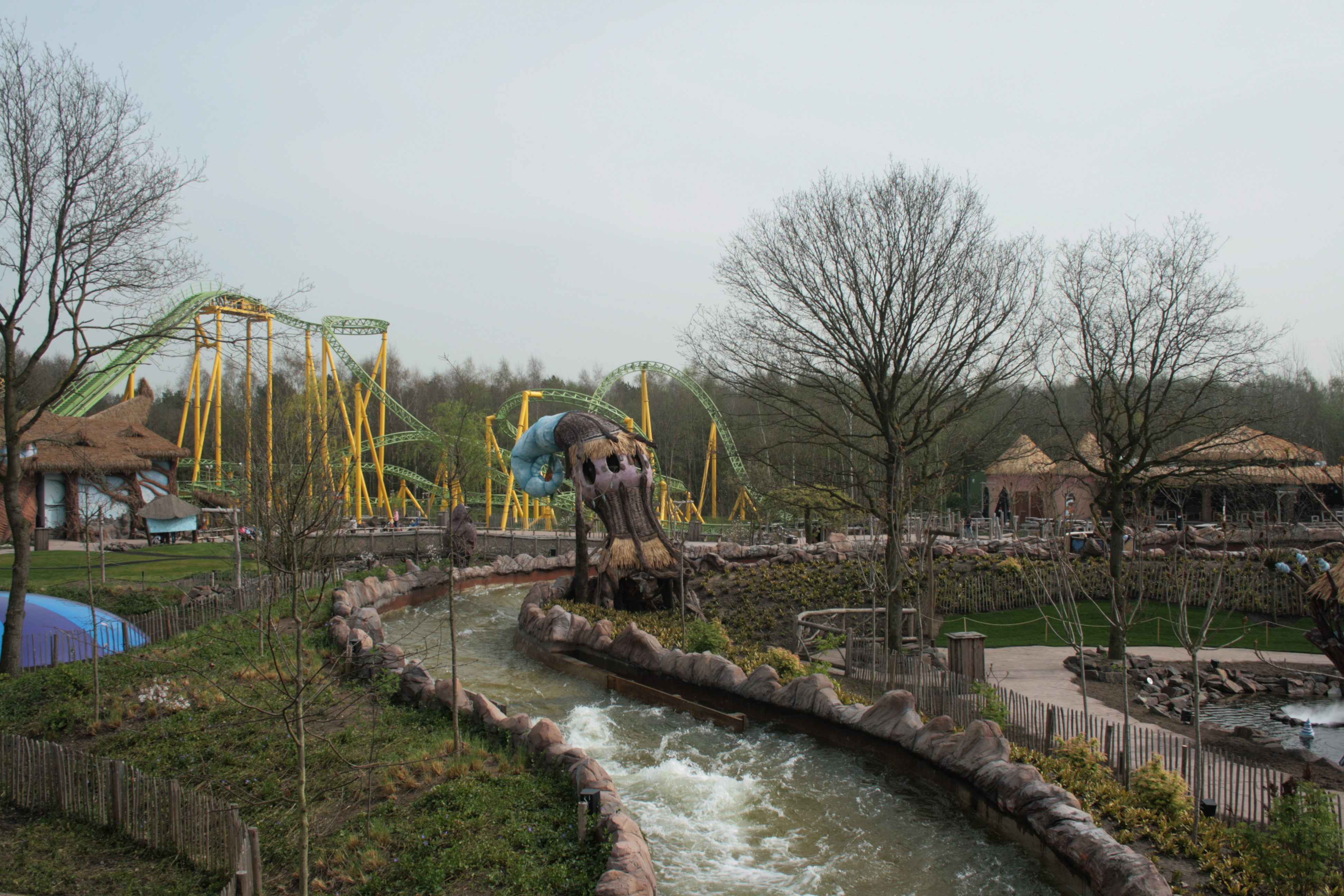
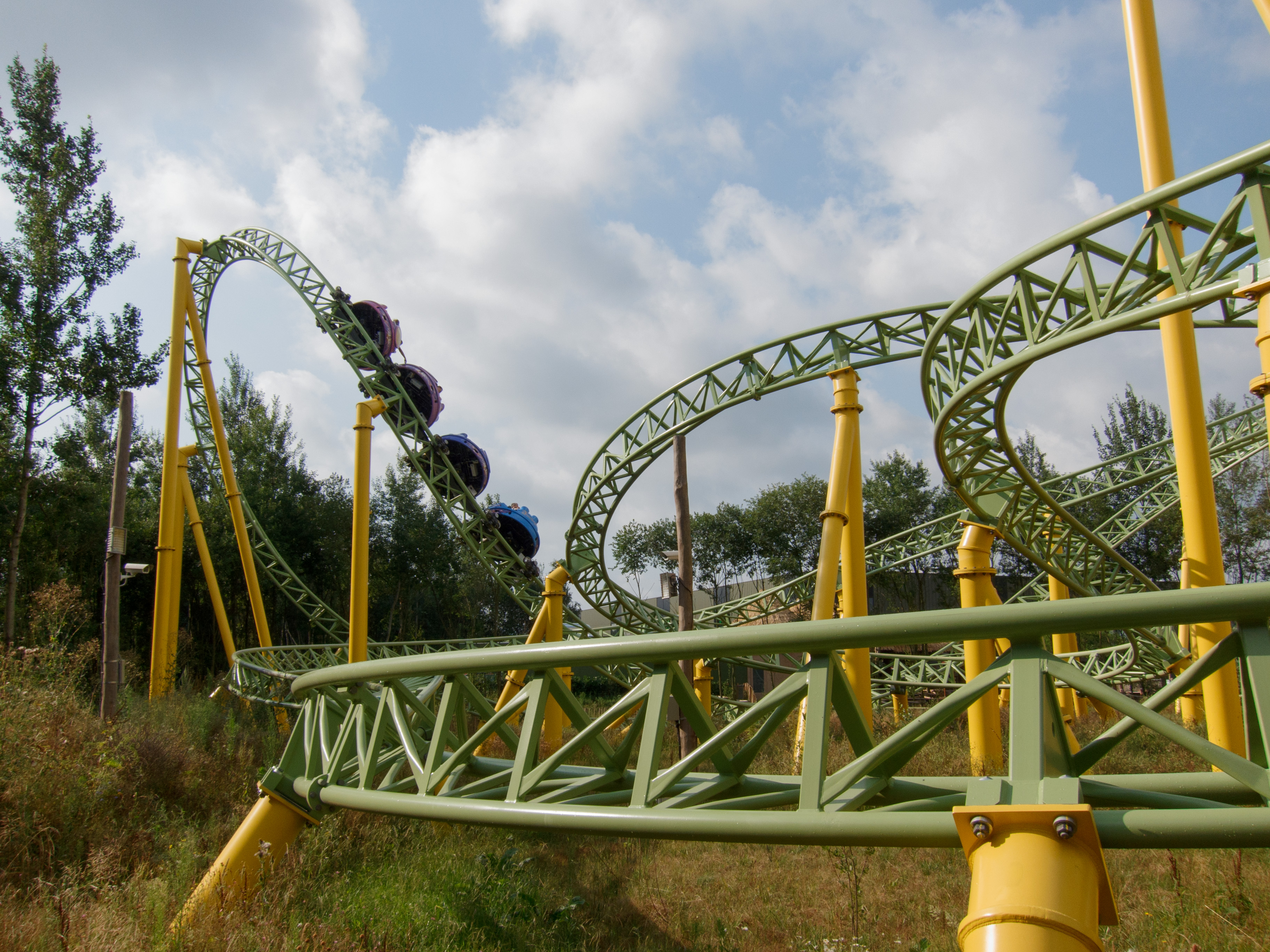
Dwervelwind

Avalon
Der neue Themenbereich „Avalon“ bringt zwei Attraktionen mit sich, die Achterbahn „Fenix“ (Wing Coaster) und die Bootsfahrt „Merlin’s Quest“, mit welcher der Park seinen ersten Darkride einweihte. Die Eröffnung war für den 7. Juli 2018 geplant und konnte auch pünktlich eingehalten werden, sowohl „Fēnix“ als auch „Merlin’s Quest“ sind seither in Betrieb.
Zum Start der Sommersaison 2023 wurden in Avalon mehrere neue Fahrgeschäfte eröffnet: Pixarus (SkyFly der Firma Gerstlauer), Jumping Juna, Garden Tour und Dragonwatch (Parachute Tower der Firma Intamin).  Zudem wurde der Parkbereich unter anderem mit einem Wasserspielplatz und der „Waterdwarf Alley“ ergänzt. Diese Erweiterung wurde vom Park unter dem Namen Avalon: The Next Chapter angekündigt.
Port Laguna
Mit Avalon wurde 2018 auch der neue Eingangs- und Themenbereich „Port Laguna“ eröffnet. Attraktionen bietet dieser Bereich keine, jedoch eine interaktive Show mit dem Namen „Magiezijn“.

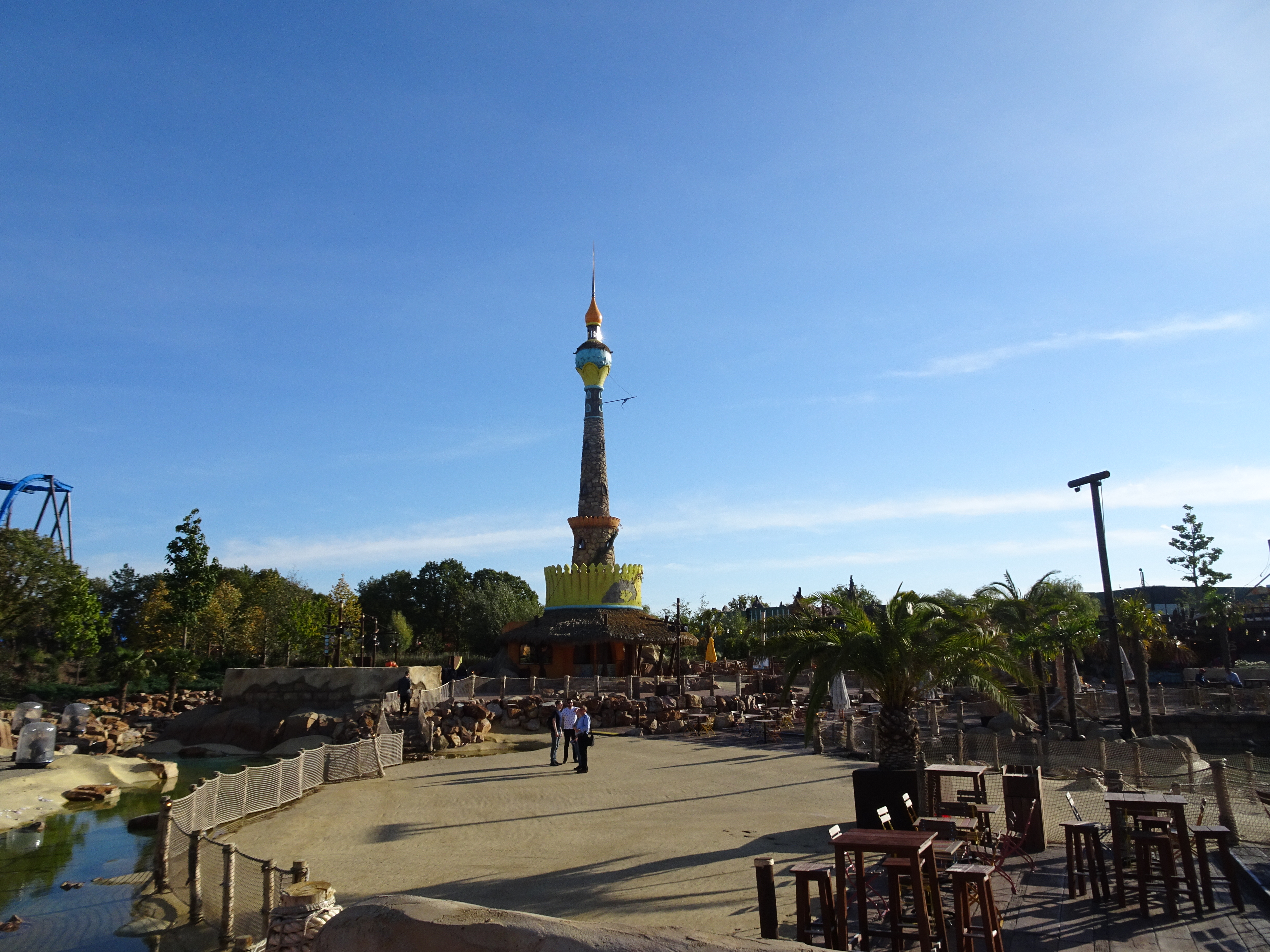
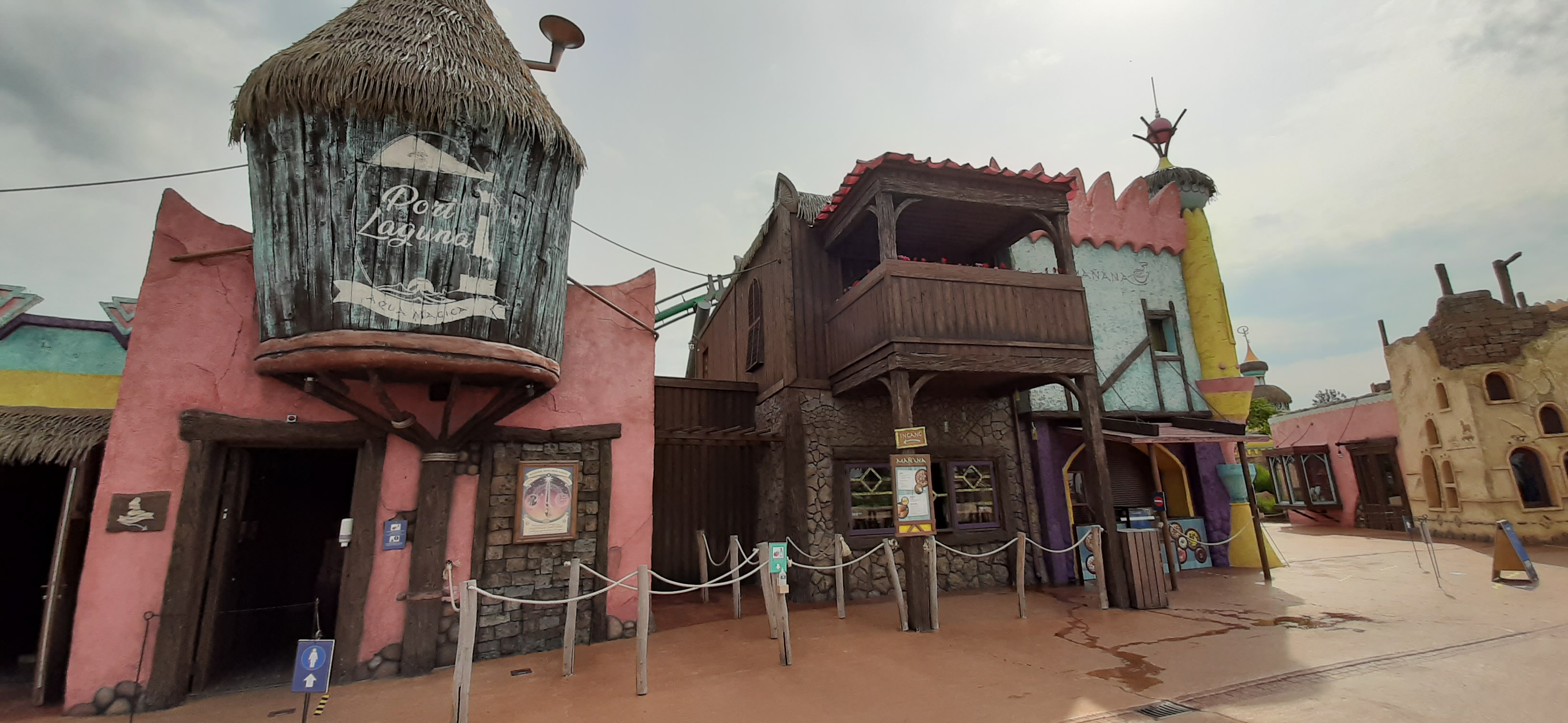
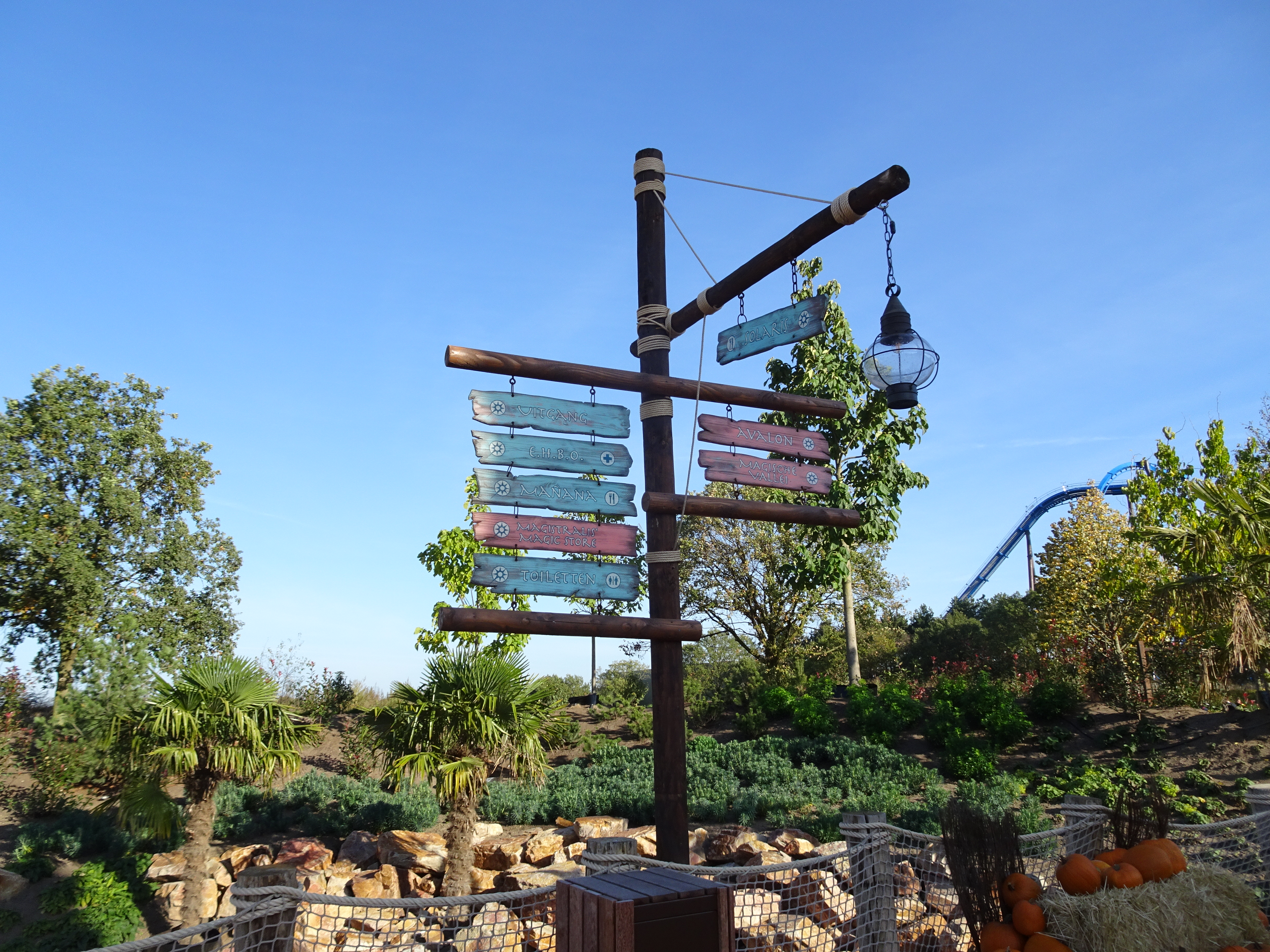
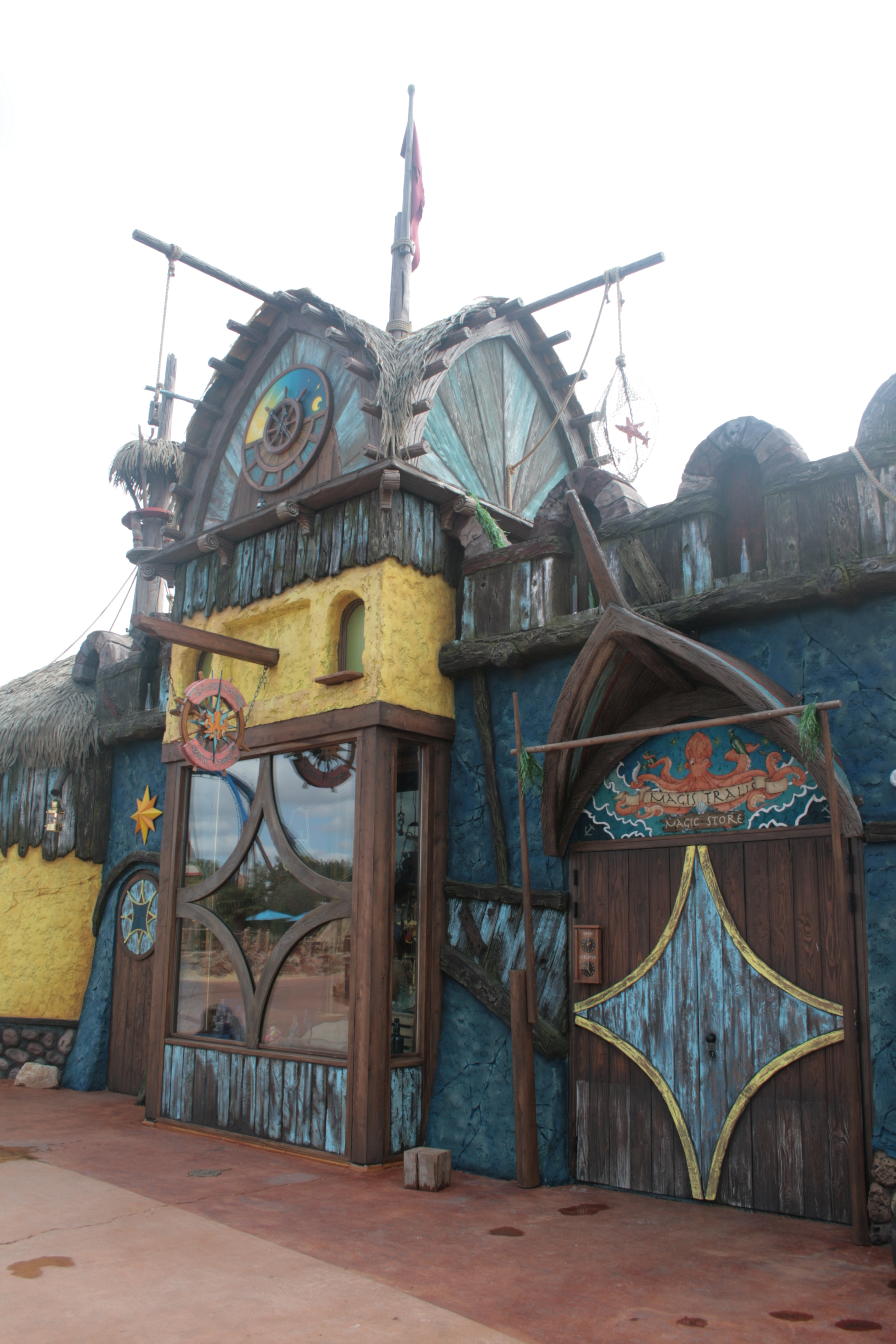
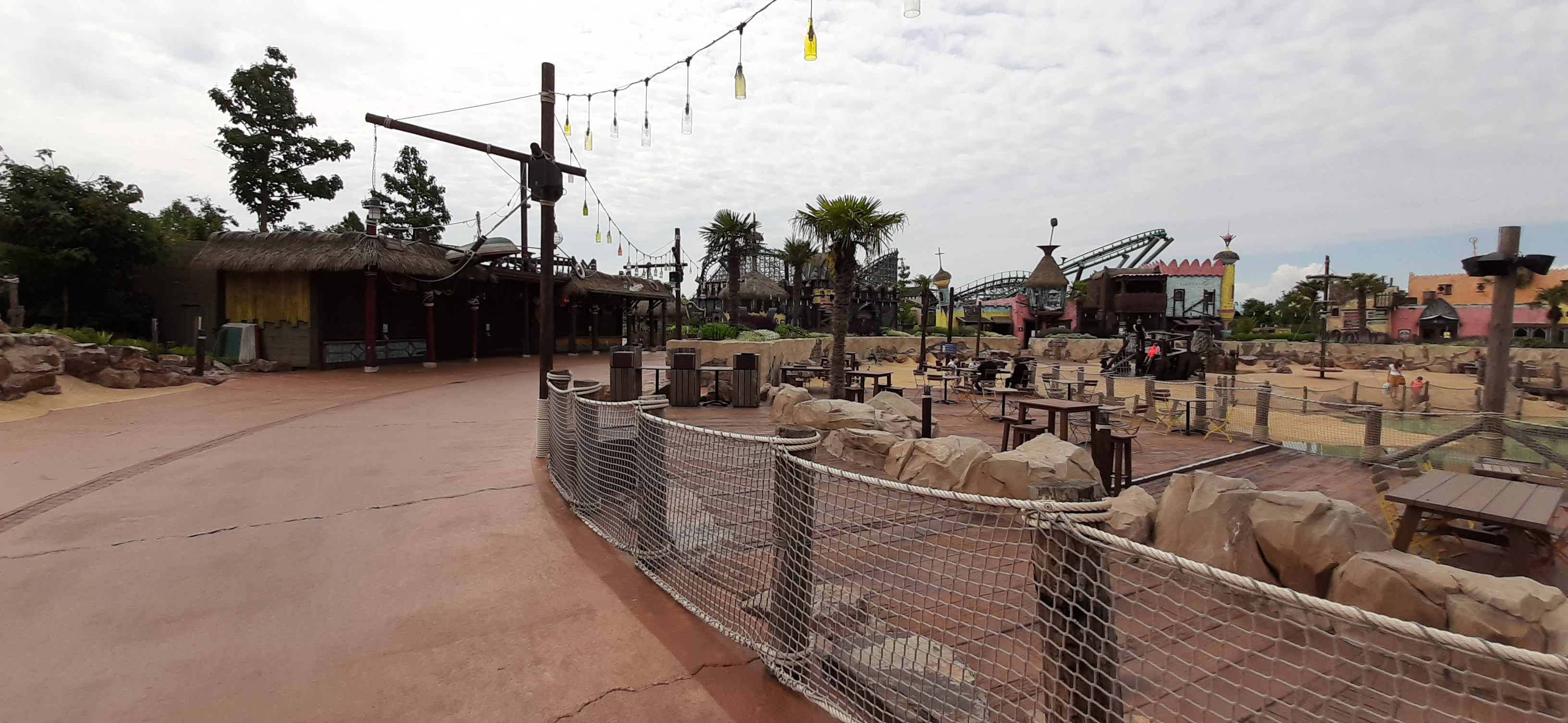
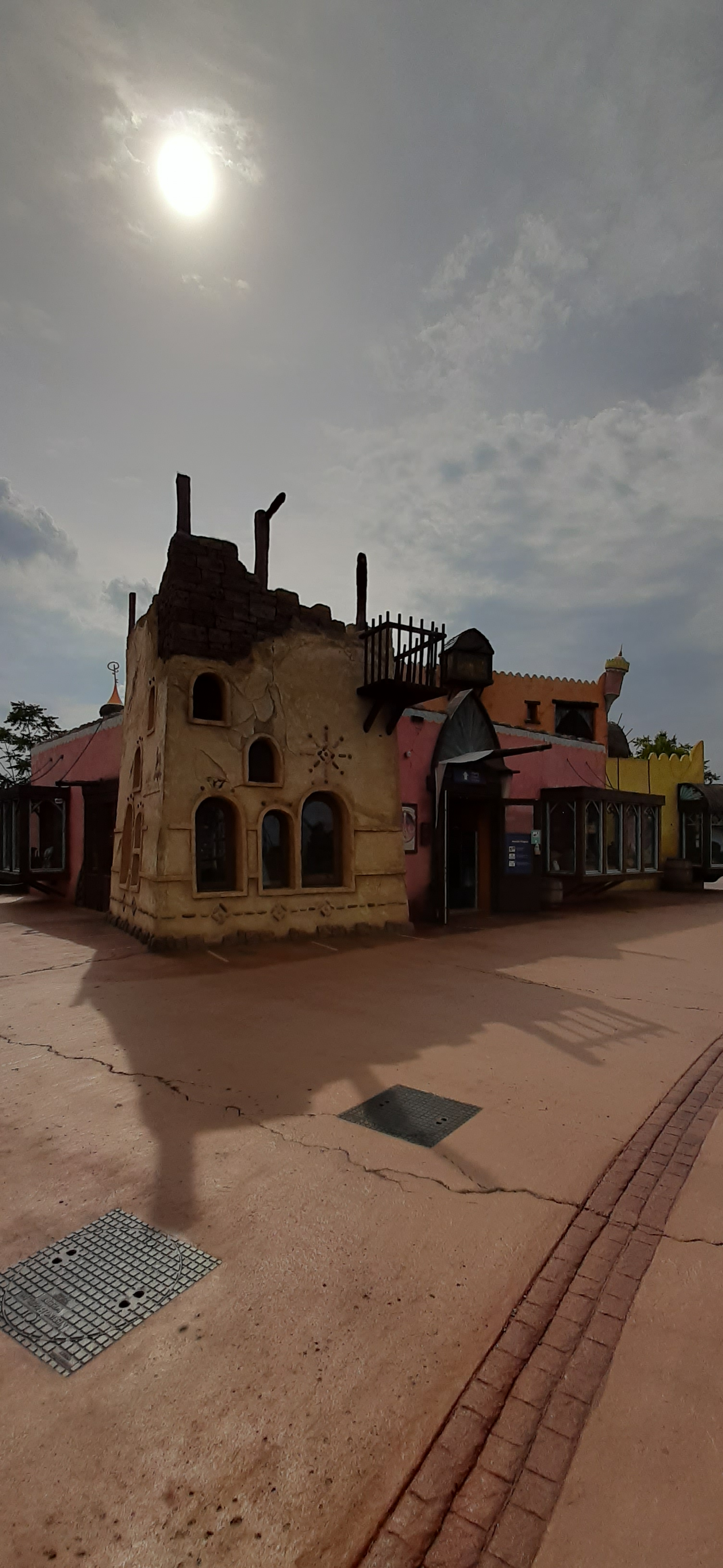

## Attraktionen

### Achterbahnen
| Name         | Hersteller                   | Typ               | Bemerkung                                                             | Bemerkung | Eröffnung |
| ------------ | ---------------------------- | ----------------- | --------------------------------------------------------------------- | --------- | --------- |
| Toos-Express | Vekoma                       | Junior Coaster    | erste Achterbahn des Parks, vollständig Indoor                        |           | 2001      |
| Booster Bike | Vekoma                       | Motorbike Coaster | Prototyp des Bahntyps                                                 |           | 2004      |
| Troy         | Great Coasters International | Holzachterbahn    | schnellste und größte Holzachterbahn der BeNeLux-Länder               |           | 2007      |
| Dwervelwind  | Mack Rides                   | Spinning Coaster  | Standort hinter Booster Bike im neuen Themenbereich „Magische Vallei“ |           | 2012      |
| Fēnix        | Bolliger & Mabillard         | Wing Coaster      | Längster Wing Coaster Europas                                         |           | 2018      |

### Wasserbahnen
| Name                               | Hersteller | Typ            | Bemerkung                                                        | Bemerkung | Eröffnung |
| ---------------------------------- | ---------- | -------------- | ---------------------------------------------------------------- | --------- | --------- |
| Hara Kiri                          | van Egdom  | Hara Kiri      | Doppelanlage                                                     |           | 2002      |
| Aquasnake                          | van Egdom  | Aquasnake      | Innen dunkel, mit Lichteffekten                                  |           | 2003      |
| Expedition Zork (Ehem. Backstroke) | Mack Rides | Wildwasserbahn | Indoor und Outdoor, mit zwei Schussfahrten, eine davon rückwärts |           | 2004      |
| Djengu River                       | Hafema     | Rapid River    | Standort hinter Booster Bike im Themenbereich „Magische Vallei“  |           | 2013      |
| Merlin’s Quest                     | MACK Rides | Bootsfahrt     | Erste Attraktion mit Dark Ride-Part im Toverland.                |           | 2018      |

### Andere Attraktionen
| Name                                   | Hersteller       | Typ                                       | Bemerkung                                | Eröffnung und Schließung                 |
| -------------------------------------- | ---------------- | ----------------------------------------- | ---------------------------------------- | ---------------------------------------- |
| Survival-Parcours                      | unbekannt        | Hochseilgarten                            | Kostenlos nutzbar, Höhe ca. 5,5 Meter    | 2001 -                                   |
| Woudracer                              | Wiegand          | Bobkartbahn                               | Sowohl innen als auch außen              | 2004–2014 (Umbau zu Maximus’ Blitz Bahn) |
| Wirbelbaum                             | Metallbau Emmeln | Flyingwheels                              | Prototyp                                 | 2004 -                                   |
| Villa Fiasco                           | unbekannt        | Funhouse                                  | Haus mit verschiedenen Hindernissen      | 2004 -                                   |
| Toverhuis                              | Lagotronics      | Magic Wand                                | Haus mit interaktiven Effekten           | 2008 -                                   |
| Scorpios                               | Metallbau Emmeln | Schiffschaukel                            | Onboard Sound, 75° Ausschwungwinkel      | 2010 -                                   |
| Tolly Molly                            | Metallbau Emmeln | Entenkarussell                            | Speziell für den Park gestaltete Gondeln | 2013 -                                   |
| Coco Bolo                              | Heege            | Tower                                     | Speziell für den Park gestaltet          | 2013 -                                   |
| Maximus’ Blitz Bahn (vorher Woudracer) | Wiegand          | Bobkartbahn mit interaktiven Wartebereich | Sowohl innen als auch außen              | 2015 -                                   |
| Djinn                                  | Wooddesign       | Wave Swinger                              | Ersatz für den alten Wellenflug          | 2015 -                                   |
| Dragonwatch                            | Intamin          | Parachute Tower                           | Familien-Freifallturm                    | 2023 -                                   |
| Jumping Juna                           | Zamperla         | Jump Around                               | Kinder-Karussell                         | 2023 -                                   |
| Merlins Garden Tour                    | Metallbau Emmeln | Rundfahrt                                 | Kinder-Themenfahrt                       | 2023 -                                   |
| Pixarus                                | Gerstlauer       | SkyFly                                    | Thematisiert als Flugschule              | 2023 -                                   |

### Shows
| Name                      | Art          | Ort                                              | Premiere |
| ------------------------- | ------------ | ------------------------------------------------ | -------- |
| Toos & Morrel             | Kindershow   | „Magic Forest“, im Winter im Land van Toos       | 2001     |
| Das Zauberzimmer          | Zaubershow   | Bühne zwischen den beiden Hallen im Außenbereich | 2012     |
| Katara, Fountain of Magic | Fontänenshow | Magische Vallei                                  | 2013     |
| Magiezijn                 | Zaubershow   | Port Laguna                                      | 2018     |

## Auszeichnungen
Der Park und die Hersteller wurden für die Attraktionen Booster Bike (Vekoma) und Wirbelbaum (Metallbau Emmeln) in den Jahren 2004 und 2005 mit dem Innovationspreis „FKF-Award“ des Freundeskreises Kirmes und Freizeitparks e. V. ausgezeichnet. Für den Themenbereich De magische Vallei erhielten der Park und für die musikalische Gestaltung die Firma IMAscore 2014 den „FKF-Award 2013“.